# 大洗站
大洗站（日语：／ Ōarai eki */?）是位於茨城縣東茨城郡大洗町櫻道301號，鹿島臨海鐵道的大洗鹿島線車站。本站是大洗町代表車站，鄰近大洗町中心、Aqua World大洗、大洗矶前神社、大洗町幕末和明治之博物館。此站設有鹿島臨海鐵道的總部和大洗車輛區車廠。

## 歷史
- 1985年（昭和60年）3月14日 - 大洗鹿島線開通，此站啟用。
- 2005年（平成17年）7月 - 租賃單車（日语：レンタサイクル）開始營業。

## 車站構造
本站是高架車站，設有2面3線的混合式月台（單式和島式月台）。車站大樓位於車站東邊。大樓內設有鹿島臨海鐵道總部。大洗車輛區位於站內西邊。此站是整日職員配置車站。設有售票櫃臺（發售硬式入場票）和自動售票機。也設有商店和資訊站（全年無休，開設時間9:00-17:00）。

### 月台
| 月台 | 路線        | 上下行 | 方向                 |
| ---- | ----------- | ------ | -------------------- |
| 1    | ■大洗鹿島線 | 下行   | 新鉾田、鹿島神宮方向 |
| 2、3 | ■大洗鹿島線 | 上行   | 常澄、水戶方向       |

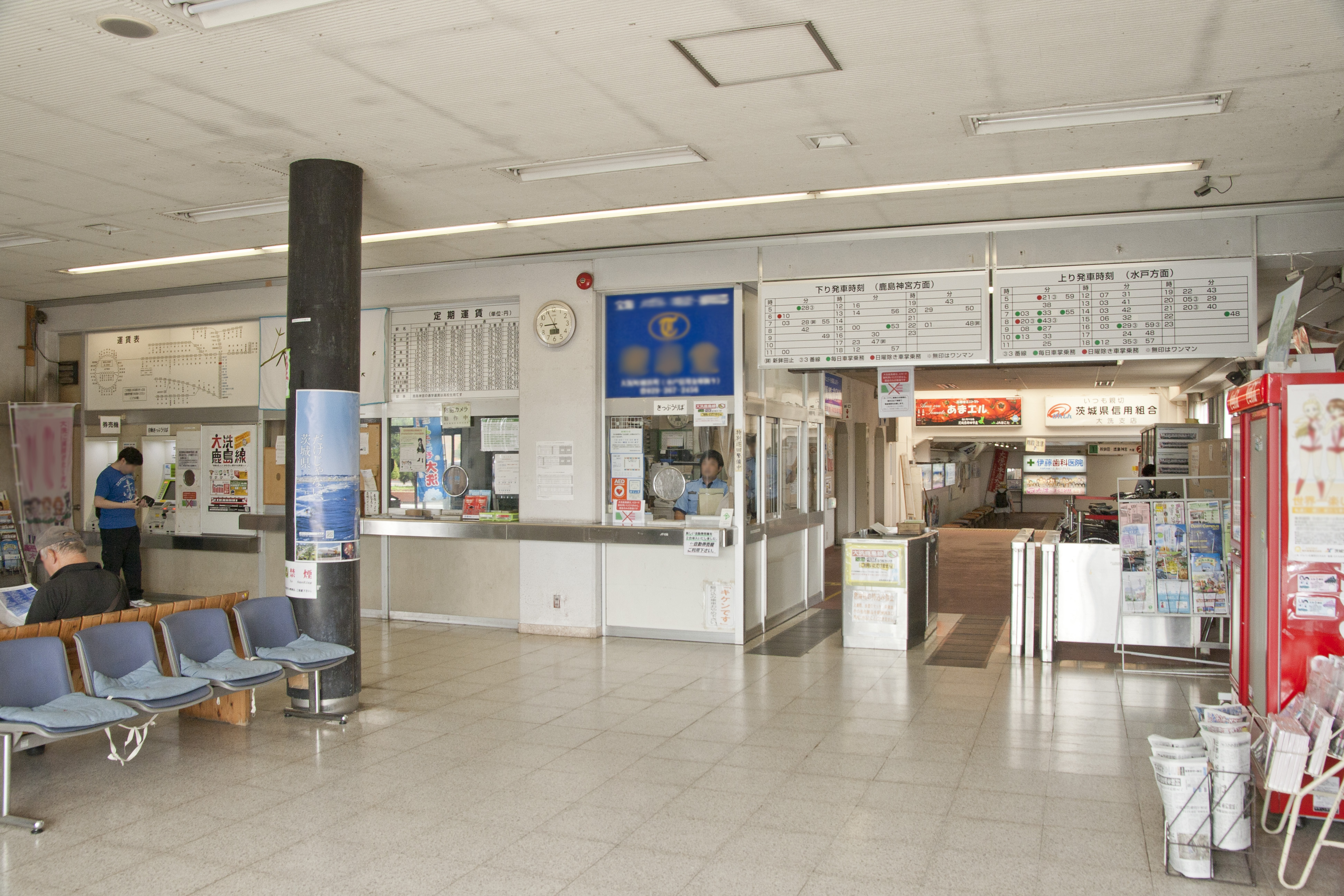
車站內部與驗票口（2017年7月）
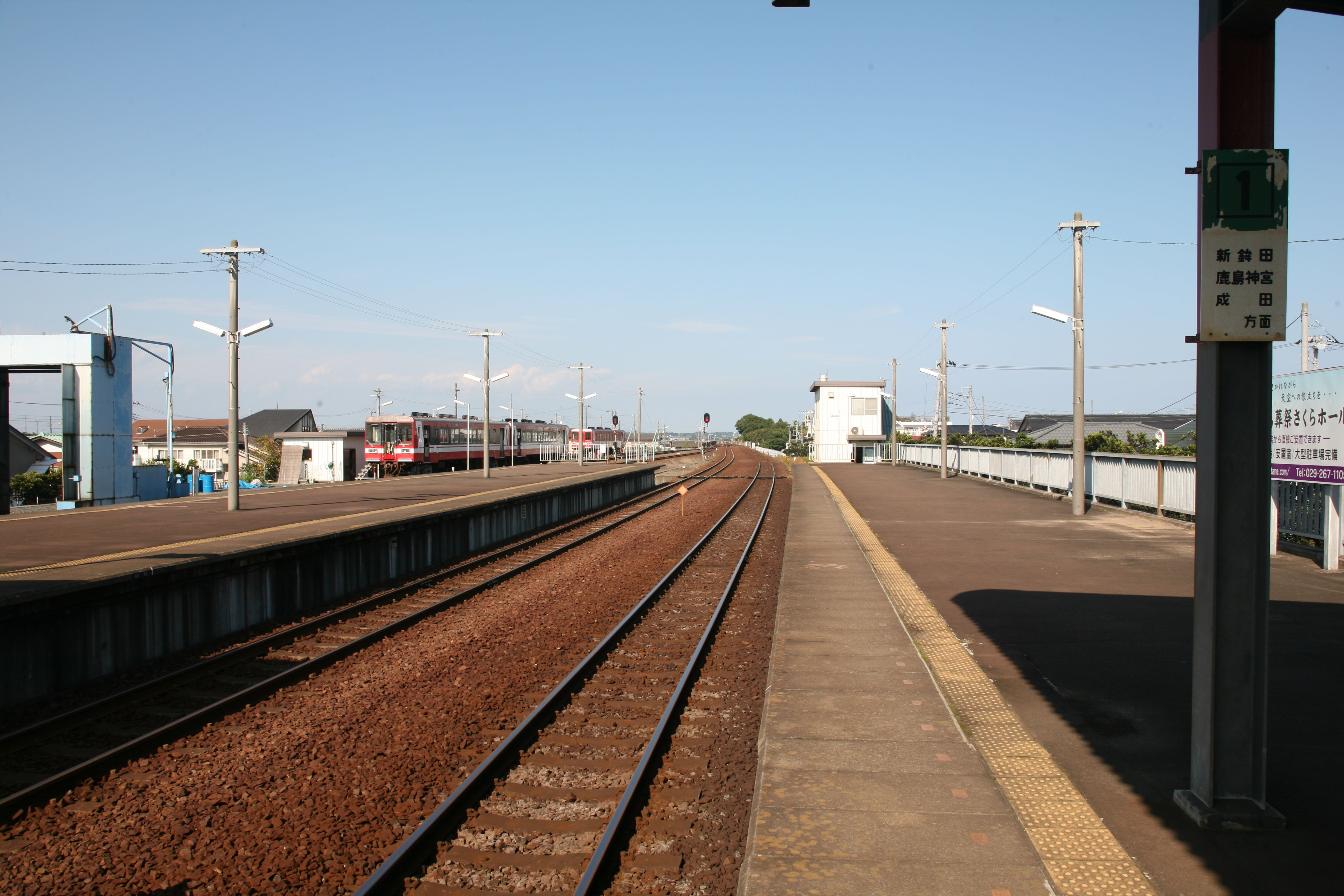
月台（2010年10月）

## 在此站的運行形態
前述提及此站設有鹿島臨海鐵道總部和車廠。為大洗鹿島線在運行上為據點車站，約半數列車行走於此站至水戶之間。
- 上行（常澄、東水戶、水戶方向）
  - 日間設有大約每小時2班普通列車停靠[3]。
- 下行（鹿島旭、新鉾田、鹿島神宮方向）
  - 日間設有大約每小時1-2班普通列車（前往鹿島神宮）停靠，早上和黃昏設有前往新鉾田的列車[3]。

## 使用狀況
| 1日上下車人次變化 | 1日上下車人次變化 |
| 年度              | 1日平均人次       |
| ----------------- | ----------------- |
| 2011年            | 1,873             |
| 2012年            | 2,088             |
| 2013年            | 2,149             |
| 2014年            | 2,102             |
| 2015年            | 2,166             |

## 車站周邊
車站附近主要為住宅區，乘坐巴士或的士可前往商店街和觀光勝地。
- 大洗町公所
- 大洗郵局
- 大貫郵局
- 車塚古墳
- 涸沼川（日语：涸沼川）
- 大洗海岸（日语：大洗海岸）公園
- 大洗陽光海灘（日语：大洗サンビーチ海水浴場）
- 大洗海洋塔（日语：大洗マリンタワー）
- 大洗海邊站（日语：大洗シーサイドステーション）
- 茨城港（日语：茨城港）大洗港（日语：大洗港）區
  - 商船三井渡輪（日语：商船三井フェリー） 苫小牧航線乘船處
- 大洗矶前神社
- Aqua World·大洗（日语：アクアワールド・大洗）
- 國道51號
- 茨城縣道2號水戶鉾田佐原線（日语：茨城県道・千葉県道2号水戸鉾田佐原線）
- 茨城縣道106號長岡大洗線（日语：茨城県道106号長岡大洗線）

## 巴士路線

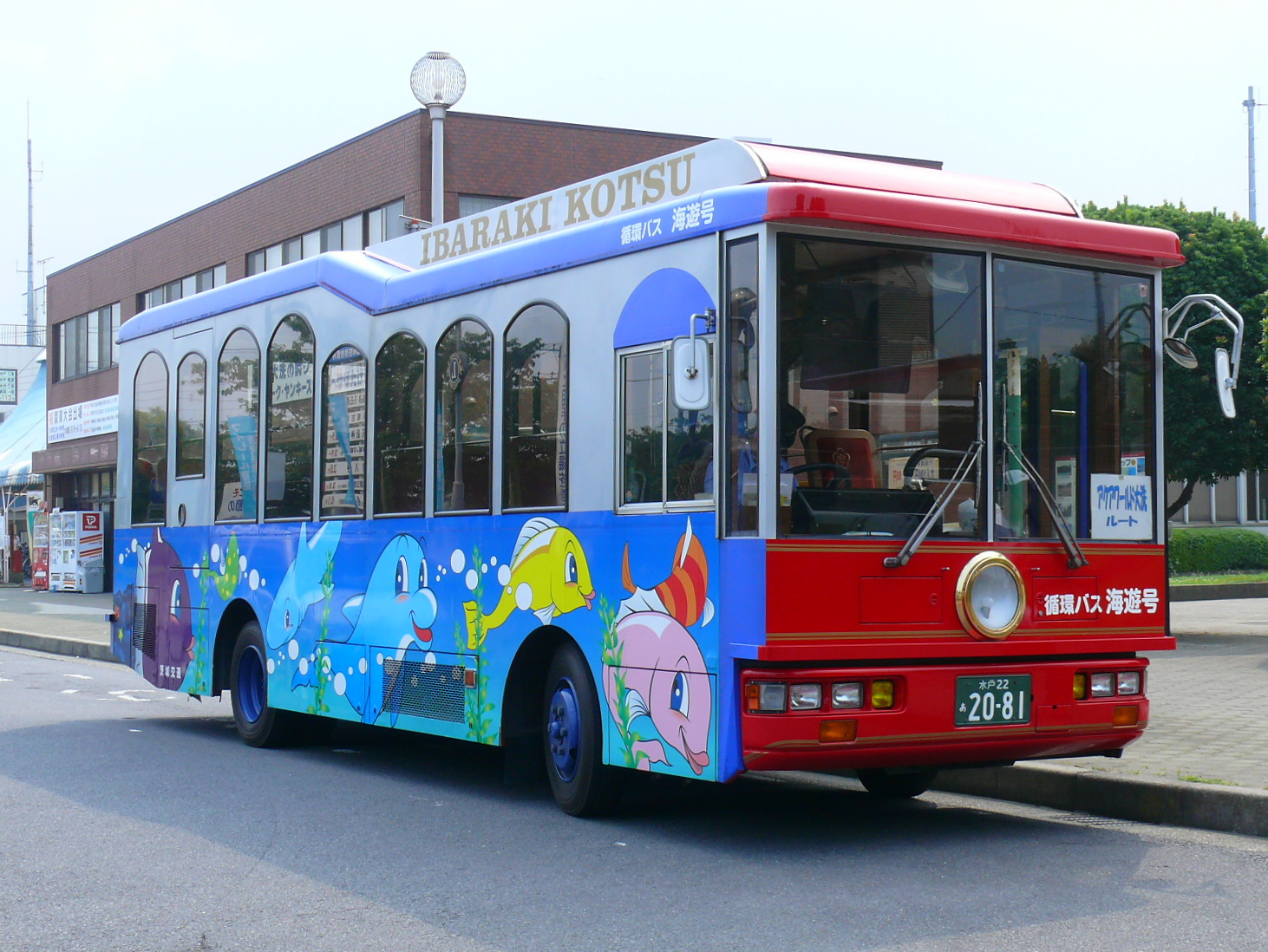
從車站出發前往町內景點等的周遊海遊號（2007年8月5日）

所有巴士路線由茨城交通運行。

### 大洗站
| 系統                  | 系統                           | 主要途經                               | 目的地            | 備註                 |
| --------------------- | ------------------------------ | -------------------------------------- | ----------------- | -------------------- |
|                       |                                | 曲松、大洗海岸                         | 那珂湊站          | 在學校假期暫停服務   |
|                       |                                |                                        | 大洗高校          | 在學校假期暫停服務   |
|                       |                                | 大貫上宿                               | 大洗高校          | 在學校假期暫停服務   |
| 陽光海灘海岸 穿梭巴士 | 陽光海灘海岸 穿梭巴士          | 大洗OUTLET前                           | 大洗陽光海灘 海岸 | 只於夏季服務         |
| 大洗 循環 巴士        | 海遊號 （Aqua World 大洗路線） | Aqua World大洗、大洗矶前神社前、曲松   | 大洗站            |                      |
| 大洗 循環 巴士        | 海遊號 （Aqua World 大洗路線） | 曲松、大洗磯前神社前、Aqua World大洗   | 大洗站            |                      |
| 大洗 循環 巴士        | 海遊號 （大洗陽光海灘 路線）   | 大洗陽光海灘、陽光海灘海岸             | 大洗站            |                      |
| 大洗 循環 巴士        | 順序巴士 Nat醬號               | 神山十文字、涸沼站、原子力機構前、前原 | 大洗站            | 星期六及假日暫停服務 |
| 大洗 循環 巴士        | 順序巴士 Nat醬號               | 前原、原子力機構前、涸沼站、神山十文字 | 大洗站            | 星期六及假日暫停服務 |

### 大洗站入口
※大洗站東北遍北方向約400m處的「站入口」路口西北方設有巴士站
| 系統 | 主要途經                                         | 目的地       | 備註                           |
| ---- | ------------------------------------------------ | ------------ | ------------------------------ |
| 50   | 曲松、大洗海岸、Aqua World大洗                   | 那珂湊站     | 早上和晚上不途經Aqua World大洗 |
| 50   | 水戶大洗交流道、六反田、本町、水戶站北口、大工町 | 茨大前營業所 |                                |

## 車站便當
萬年屋發售車站便當，以下為主要車站便當：
- 印籠便當
- 三濱章魚飯
- 大太法師之蛤飯
- 磯節便當

## 相鄰車站
鹿島臨海鐵道
■大洗鹿島線
常澄－大洗－涸沼

## 注腳
1. ↑  鹿島臨海鉄道公式ホームページ （页面存档备份，存于）（日語）
2. ↑  「大洗駅インフォメーションの営業について （页面存档备份，存于）」（日語）鹿島臨海鐵道2015年5月1日
3. 1 2  大洗駅時刻表.駅探（日語）
4. ↑  国土数値情報(駅別乗降客数データ)  （页面存档备份，存于）（日語） - 國土交通省，2019年7月3日參閲

## 外部連結
- 大洗 | 鹿島臨海鐵道株式會社 （页面存档备份，存于）（日語）